# リプレッサー

ラクトースオペロンの模式図。1: RNAポリメラーゼ、2: lacリプレッサー、3: プロモーター、4: オペレーター、5: ラクトース、6: lacZ、7: lacY、8: lacA。上: 遺伝子がオフの状態。リプレッサーを阻害するラクトースが存在しないためリプレッサーはオペレーターに結合し、RNAポリメラーゼのプロモーターへの結合とラクターゼの合成を防いでいる。下: 遺伝子がオンの状態。ラクトースがリプレッサーを阻害し、RNAポリメラーゼはプロモーターに結合して遺伝子発現によってラクターゼが合成される。ラクターゼはリプレッサーに結合するラクトースが存在しなくなるまでラクトースを分解する。その後、ラクトースが解離したリプレッサーは再びオペレーターに結合し、ラクターゼの合成を止める。

分子遺伝学においてリプレッサー（英: repressor）は、オペレーターまたは関連するサイレンサーに結合することで遺伝子の発現を阻害する、DNA結合タンパク質またはRNA結合タンパク質である。DNAに結合するリプレッサーはプロモーターへのRNAポリメラーゼの結合をブロックし、遺伝子のmRNAへの転写を防ぐ。RNAに結合するリプレッサーはmRNAに結合し、mRNAからタンパク質への翻訳を防ぐ。こうしてもたらされる遺伝子発現の低下は、抑制（リプレッション、repression）と呼ばれる。

## 機能
遺伝子発現を開始する分子であるインデューサーが存在する場合、インデューサーはリプレッサータンパク質と相互作用し、リプレッサーをオペレーターから除去する。その後、RNAポリメラーゼは遺伝子を転写する（遺伝子を発現する）ことができるようになる。この抑制機構はインデューサーの存在など特定の条件下でのみ転写を可能にし、一種のフィードバック機構を形成していることが多い。
コリプレッサーはリプレッサーに結合する分子で、リプレッサーがオペレーターへより強固に結合できるようにすることで転写を低下させる。コリプレッサーと結合することでオペレーターに結合するタイプのリプレッサーは、アポリプレッサー（aporepressor）または不活性リプレッサー（inactive repressor）と呼ばれている。アポリプレッサーの例としては、細菌の重要な代謝タンパク質であるトリプトファンリプレッサーが挙げられる。対照的に活性リプレッサー（active repressor）はオペレーターに直接結合し、転写を低下させる。

## リプレッサーの例

### lacオペロンリプレッサー
lacZYAオペロンはラクトースの分解に必要なタンパク質をコードする遺伝子を含んでいる。lacI遺伝子は一般に「lacリプレッサー」と呼ばれるタンパク質をコードし、lacオペロンのリプレッサーとして機能する。lacI遺伝子はlacZYAのすぐ上流に位置するが、転写はlacオペロンのプロモーターとは異なるlacIプロモーターから行われる。lacI遺伝子はLacIリプレッサータンパク質を合成し、LacIリプレッサータンパク質はオペレーター配列lacOに結合してlacZYAを抑制する。
lacリプレッサーは恒常的に発現しており、通常はlacOに結合してRNAポリメラーゼによるlacオペロンの転写の開始を阻害している。リプレッサーはインデューサーであるアロラクトースの存在下でコンフォメーション変化を起こし、DNA結合強度が低下してlacO配列から解離する。その後、RNAポリメラーゼはlacオペロンのプロモーターに結合してlacZYA遺伝子の転写を開始できるようになる。

### metオペロンリプレッサー
リプレッサータンパク質の他の例としては、メチオニンリプレッサーMetJがある。MetJはリボン-ヘリックス-ヘリックス（RHH）モチーフを介してDNAと相互作用する。MetJは2つの単量体から構成されるホモ二量体である。各単量体のβリボンは共に逆平行βシートを形成し、Met boxと呼ばれるオペレーター配列にDNAの主溝側から結合する。結合したMetJ二量体は、オペレーター配列の相補鎖に結合した他のMetJ二量体とαヘリックスを介して相互作用する。
Met boxはAGACGTCTからなる回文配列で、DNAのどちらの鎖でも同じ配列が認識される。Met boxの中央に位置するCとGの間の接合部にはピリミジン-プリンステップが含まれており、ホスホジエステル骨格が屈曲して正の超らせんが形成される。タンパク質は、DNA二重らせんの形状がタンパク質の形状に沿うことで、認識部位を確認する。言い換えると、タンパク質は特定の塩基配列を認識するのではなく、DNAの構造パラメータを間接的に読み取ることで認識が行われる。
MetJ二量体には2つの補因子S-アデノシルメチオニン（SAM）結合部位が存在する。SAMはメチオニン生合成の産物である。MetJのSAM結合ポケットはDNA結合部位とは重複していない。SAMはMetJに結合してMetJのオペレーター部位への親和性を高め、メチオニン合成に関係する遺伝子の転写を停止させる。SAM濃度が低くなると、リプレッサーはオペレーター部位から解離し、より多くのメチオニンが合成されるようになる。

### L-アラビノースオペロンリプレッサー
L-アラビノースオペロンにはアラビノースを分解する酵素が含まれている。これらの酵素は、グルコース濃度が低いか存在しないときに代替的なエネルギー源としてアラビノースを分解する役割を果たす。オペロンはリプレッサー遺伝子（araC）、4つの制御部位（araO2、araO1、araI1、araI2）、2つのプロモーター（Parac/ParaBAD）、3つの構造遺伝子（araBAD）から構成される。AraCは合成されると制御部位に結合してループを形成し、RNAポリメラーゼのプロモーター領域への結合と構造遺伝子の転写を防ぐリプレッサーとして機能する。
アラビノースもAraCも存在しない場合、ループ形成は開始されないが構造遺伝子の発現は低い状態である。アラビノースは存在しないがAraCが存在する場合、AraCは二量体を形成してaraO2とaraI1に結合し、ループ形成によってaraO2とaraI1を近接させる。アラビノースとAraCの双方が存在する場合、AraCはアラビノースと結合し、アクチベーターとして機能する。AraCはアラビノースの結合に伴うコンフォメーション変化によってループを形成することができなくなり、線形となった遺伝子領域はaraBAD領域へのRNAポリメラーゼのリクルートを促進する。

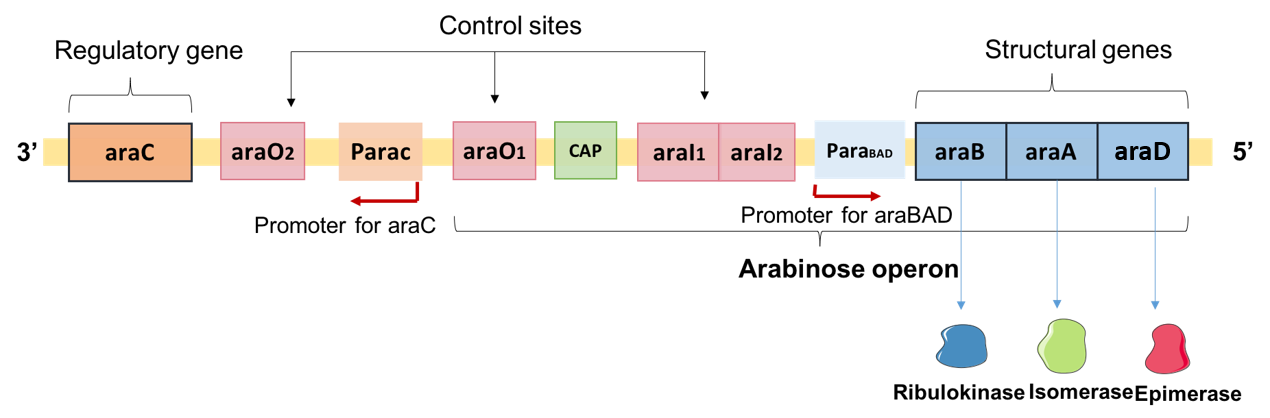
大腸菌のL-アラビノースオペロンの構造

### Flowing Locus C（エピジェネティックリプレッサー）
シロイヌナズナArabidopsis thalianaのFlowering Locus C（FLC）オペロンは、開花のためのメリステムの発達に必要な遺伝子を抑制することで、開花を負に制御している。FLCの発現はFRIGIDAの存在によって調節されていることが示されており、温度の低下と負に相関して春化を防いでいる。発現低下の程度は、季節の進行に伴う温度や露光時間の変化に依存している。FLCの発現がダウンレギュレーションされると、開花の可能性が出てくる。FLCの発現調節には、遺伝的な要因とヒストンのメチル化やDNAメチル化などのエピジェネティックな要因が関係している。さらに、FLC遺伝子の負の転写因子として働くコファクターとなる遺伝子も多数存在する。また、FLC遺伝子には種を超えて多数の相同な遺伝子が存在し、さまざまな気候での適応を可能にしている。